# Favites vasta
Espèce
Statut CITES
Favites vasta est une espèce de coraux appartenant à la famille des Merulinidae ou à la famille Faviidae.